# Jean Baptiste Pierre Magnier
Pour les articles homonymes, voir Magnier.
Jean Baptiste Pierre Magnier, né le 30 mai 1772 à Grenoble (Isère), mort le 13 octobre 1826 à Marseille (Bouches-du-Rhône), est un militaire français de la Révolution et de l’Empire.

## États de service
Il entre en service le 4 juin 1788, comme simple canonnier au régiment d’artillerie de Grenoble, et il obtient son congé le 7 janvier 1790.
Il reprend du service le 3 février 1790, dans le régiment d’Austrasie-infanterie, qu’il quitte également par congé de grâce le 1er juillet 1792. Le 12 août suivant il entre comme soldat dans les chasseurs des Vosges, et il est nommé sergent-major le 24 juillet 1792, au 2e bataillon des Côtes maritimes. 
De 1792 à l’an X, il fait toutes les campagnes de la Révolution dans les différentes armées de la République. Il passe sous-lieutenant le 2 juin 1793, et il est blessé à la bataille de Peyrestortes le 17 septembre 1793. Il devient lieutenant le 22 novembre 1793, et il obtient son brevet de capitaine le 31 janvier 1794, à la 4e demi-brigade d’infanterie de ligne.
Sa conduite du 15 au 17 novembre 1796, lors de la bataille du pont d'Arcole, ayant été remarquée par ses chefs, il est proposé et nommé au grade de chef de bataillon le 21 décembre 1796, à la 22e demi-brigade d’infanterie légère. En 1798, il fait partie de l’armée d’Orient, et le 7 mars 1799, lors de la prise de Jaffa, il commande un bataillon de carabiniers, désigné pour l’assaut de cette place. Il y est blessé de trois coups de feu, et il est promu chef de brigade sur le champ de bataille. Il est de nouveau blessé le 25 juillet 1799, à la bataille d’Aboukir, et sa bravoure est citée avec éloge par le général en chef.
Passé à la 59e demi-brigade de ligne, il rentre en France après la capitulation d’Alexandrie le 2 septembre 1801. Le 5 octobre 1803, il prend le commandement du 13e régiment d’infanterie légère, et il est fait chevalier de la Légion d’honneur le 11 décembre 1803, puis officier de l’ordre le 14 juin 1804. Il est admis à la retraite le 19 août 1804.
Retirer dans ses foyers, il ne prend plus aucune part dans les affaires publiques, jusqu’au retour de l’Empereur de l’île d’Elbe. Il va en 1815, offrir ses services au duc d’Angoulême, et il fait la campagne de la Drôme à la tête d’un corps de volontaires royaux du département du Gard. Après la dissolution de l’armée du duc d’Angoulême, il rentre dans sa position de retraite.
Il meurt le 13 octobre 1826, à Marseille.

## Sources
- A. Lievyns, Jean Maurice Verdot, Pierre Bégat, Fastes de la Légion-d'honneur, biographie de tous les décorés accompagnée de l'histoire législative et réglementaire de l'ordre, Tome 3, Bureau de l’administration, 1844, 529 p. (lire en ligne), p. 299.
- « Cote LH/1686/78 », base Léonore, ministère français de la Culture
- Correspondance générale: Ruptures et fondation, 1803-1804, édition Fayard, 2007, p. 1150.
- Charles Théodore Beauvais et Vincent Parisot, Victoires, conquêtes, revers et guerres civiles des Français, depuis les Gaulois jusqu’en 1792, tome 26, C.L.F Panckoucke, janvier 1822, 414 p. (lire en ligne), p. 70.